# Nicholas Stoller
Pour les articles homonymes, voir Stoller.
Nicholas Stoller est un réalisateur et scénariste britannique né le 19 mars 1976 à Londres, ayant fait sa carrière essentiellement aux États-Unis.

## Biographie
Né à Londres, il a grandi aux États-Unis, à Miami. Étudiant à Harvard, il écrit pour le journal satirique The Harvard Lampoon. C'est Judd Apatow qui lance sa carrière d'abord comme scénariste sur la série Les Années campus, puis sur le film Braqueurs amateurs.
Stoller fait ses premiers pas en tant que réalisateur pour la comédie Sans Sarah rien ne va, produite par Apatow et écrite par Jason Segel, également acteur principal. Le film obtient un succès public et critique. Cette première collaboration entre Segel et Stoller a fait naître des projets, dont le Muppet Movie, pour Disney.
En 2010, il signe son second long-métrage comme réalisateur avec Get Him to the Greek, spin-off de Sans Sarah rien ne va, avec Russell Brand qui reprend le rôle d'Aldous Snow après le premier opus.
En 2014 démarre la production de son premier film d'animation qui sortira en 2016 : Cigognes et compagnie. Il en écrivit le scénario et assura la co-réalisation. Il a fait appel à Doug Sweetland, animateur talentueux de Pixar Animation Studios pour la réalisation. Ce dernier avait notamment participé à l'animation des films Toy Story, Toy Story 2, Le Monde de Nemo ou encore Cars : Quatre roues.

## Filmographie

### Réalisateur

#### Cinéma
- 2008 : Sans Sarah, rien ne va ! (Forgetting Sarah Marshall)
- 2010 : American Trip (Get Him to the Greek)
- 2012 : Cinq Ans de réflexion (The Five-Year Engagement)
- 2014 : Nos pires voisins (Neighbors)
- 2016 : Nos pires voisins 2 (Neighbors 2)
- 2016 : Cigognes et compagnie (Storks) (coréalisé avec Doug Sweetland)
- 2022 : Bros
- 2025 : Vous êtes cordialement invités (You're Cordially Invited)

#### Télévision

##### Séries télévisées
- 2016 : The Grinder (saison 1, épisode 15)
- 2017 - 2019 : Des amis d'université (Friends from College) (13 épisodes)
- 2023 - 2025 : Platonic (9 épisodes)

### Scénariste

#### Cinéma
- 2005 : Braqueurs amateurs (Fun with Dick and Jane) de Dean Parisot
- 2009 : Yes Man de Peyton Reed
- 2010 : American Trip (Get Him to the Greek)
- 2010 : Les Voyages de Gulliver (Gulliver's Travels) de Rob Letterman
- 2011 : Les Muppets, le retour (The Muppets) de James Bobin
- 2012 : Cinq Ans de réflexion (The Five-Year Engagement)
- 2014 : Sex Tape de Jake Kasdan
- 2014 : Opération Muppets (Muppets Most Wanted) de James Bobin
- 2016 : Zoolander 2 (Zoolander No. 2) de Ben Stiller
- 2016 : Nos pires voisins 2 (Neighbors 2)
- 2016 : Cigognes et compagnie (Storks) (coréalisé avec Doug Sweetland)
- 2017 : Capitaine Superslip (Captain Underpants: The First Epic Movie) de David Soren
- 2018 : Back to School (Night School) de Malcolm D. Lee
- 2019 : Dora et la Cité perdue (Dora and the Lost City of Gold) de James Bobin
- 2022 : Bros
- 2025 : La Ferme des animaux (Animal Farm) d'Andy Serkis
- 2025 : Vous êtes cordialement invités (You're Cordially Invited)

#### Télévision

##### Séries télévisées
- 2000 : Strangers with Candy (saison 2, épisode 10)
- 2001 - 2002 : Les Années campus (Undeclared) (3 épisodes)
- 2015 - 2017 : The Carmichael Show (32 épisodes)
- 2017 - 2019 : Des amis d'université (Friends from College) (16 épisodes)
- 2022 : Panhandle (8 épisodes)
- 2023 - 2025 : Chair de poule (Goosebumps) (18 épisodes)
- 2023 - 2025 : Platonic (13 épisodes)

### Producteur
- 2010 : American Trip (Get Him to the Greek)
- 2012 : Cinq Ans de réflexion (The Five-Year Engagement)
- 2016 : Cigognes et compagnie (Storks)
- 2022 : Bros
- 2025 : Vous êtes cordialement invités (You're Cordially Invited)

#### Producteur exécutif
- 2011 : Les Muppets, le retour (The Muppets) de James Bobin
- 2014 : Opération Muppets (Muppets Most Wanted) de James Bobin
- 2015 - 2016 : The Grinder (22 épisodes)
- 2015 - 2017 : The Carmichael Show (32 épisodes)
- 2017 - 2019 : Des amis d'université (Friends from College) (16 épisodes)
- 2018 : Yéti et Compagnie (Smallfoot) de Karey Kirkpatrick et Jason A. Reisig
- 2022 : Krypto et les Super-Animaux (DC League of Super-Pets) de Jared Stern et Sam Levine
- 2022 : Panhandle (8 épisodes)
- 2023 - 2025 : Chair de poule (Goosebumps) (18 épisodes)
- 2023 - 2025 : Platonic (13 épisodes)
- 2024 : Les Nouveaux (Incoming) de Dave Chernin et John Chernin
- 2025 : La Ferme des animaux (Animal Farm) d'Andy Serkis

### Acteur
- 2025 : The Studio : Lui-même